# 曹勳 (崇禎進士)
曹勳（？—1655年），字允大，號峨雪，浙江嘉興府嘉善縣人，明朝、南明政治人物。曹爾堪之父。

## 生平
曹勳是天啟元年（1621年）辛酉科浙江鄉試第八名舉人，崇禎元年（1628年）中式戊辰科會試第一名，二甲第二名進士。改翰林院庶吉士，授編修，充經筵講官，入值起居注，七年（1634年）任會試正考官，取錄得許真等二十一人位名士，後來這些人都以節義顯貴。溫體仁在朝廷排除異己，他總是公正無私，絕不屈服，暗地補救保護清流，包括章正宸彈劾王應熊通內，經他斡旋後免於入獄，其後他負責冊封魯王朱壽鏞，很快請求辭官供養母親。十五年（1642年）起為左春坊左諭德，陞左庶子、詹事府詹事。
弘光帝即位，徵召曹勳與吳偉業，他說：「國難當前，臣子怎能安枕呢！」寫詩訣別母親，詩歌中有「孫兒幸免為徐庶，報國難當是李綱」的句子，得任命掌管翰林院；當時朝廷門戶對峙，他在講筵間直陳問題，但無人聽取，因母親逝世歸里。隆武帝即位，起用他為禮部左侍郎兼侍讀學士，協理詹事府，福京失守後隱居在松江的干巷，自稱「東干釣叟」，不接受清朝薦舉，永曆九年（1655年）去世。

## 引用
1. 1 2  錢海岳《南明史·卷四十三·列傳第十九》：曹勳，字允大，嘉善人。崇禎元年進士，改庶吉士，授編修，充經筵展書官，值起居注。七年分較會試，得許真等二十一人，皆知名士，後以節義顯。溫體仁排除異己，每執正獨立，無所回屈，而實陰行補救，以護持清流。如章正宸糾王應熊通內，得免詔獄，勳之力也。沈心密運，人未嘗知之，而動之拂衣，蓋已益決矣。旋冊封魯王，乞歸養母。十五年，起左諭德、左庶子，晉詹事。
2. ↑  《乾隆己酉科鄉試曹應榖硃卷》
3. ↑  錢海岳《南明史·卷四十三·列傳第十九》：安宗立，與吳偉業同召，曰：「國難方殷，豈臣子安枕日耶！」作詩別母，有「孫兒幸免為徐庶，報國難當是李綱」句。掌翰林院，時門戶角立，勳在講筵，侃侃直陳，危言動色，幾得挽回，而朝堂褒耳不能聽也。母憂歸。紹宗即位，起左侍郎兼侍讀學士，協理詹事府。福京亡後，隱嵩江干巷，自號東干釣叟。清迭薦不應，永曆九年卒。